# ヘンリ・フリッツクロフト
ヘンリ・フリットクロフト (Henry Flitcroft, 1697年8月30日 - 1769年2月25日) はイングランドの建築家、都市計画家。パラーディオ主義に属する建築家の第二世代にあたる。
父はハンプトン・コートで働く庭師であった。フリッツクロフトは指物師や大工として働いていたが、ある日バーリントン・ハウスで足場から落下し、骨を折ってしまった。これが機になって第3代バーリントン伯爵リチャード・ボイルが彼の作図の才能に気付き、1720年にフリットクロフトはバーリントン付きの製図者および建築補佐となった。ウェストミンスター・スクールにおけるバーリントンの寮の下調べをおこない、トッテンハム・ハウスの指揮を担当した。パラーディオ主義を主導するサークルでの付き合いがなによりの教育代わりとなった。
フリットクロフトは1727年にウィリアム・ケントにより出版された『イニゴー・ジョーンズ建築図集』(The Designs of Mr. Inigo Jones) における図面をバーリントン卿の援助と指導下で引き直している。1726年5月にはバーリントン卿の推薦で王室営繕局に務めることになった。主任大工 (master carpenter) や主任石工 (master meison) に昇進しそこから建築分野における高地位についた。しかし王室に関する仕事が与えられることはなく、カンバーランド公ウィリアム・オーガスタスのウィンザー・グレート・パークなどにとどまっている。
ロンドンのウエスト・エンドにおける都市計画および複数のカントリー・ハウスの設計に携わり1769年に死去した。

## 建築、改築に関与した建築物

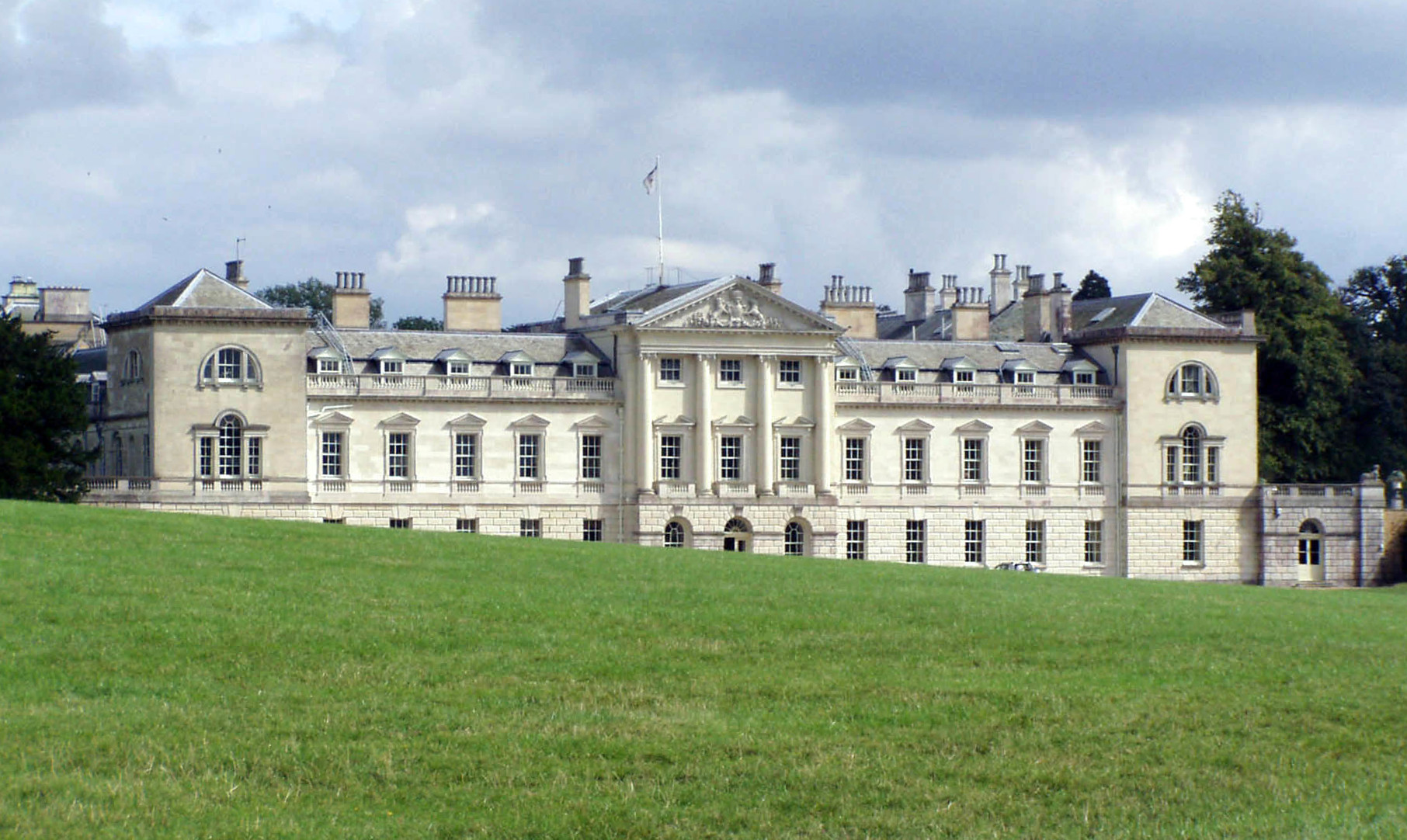
ウォバーン・アビー

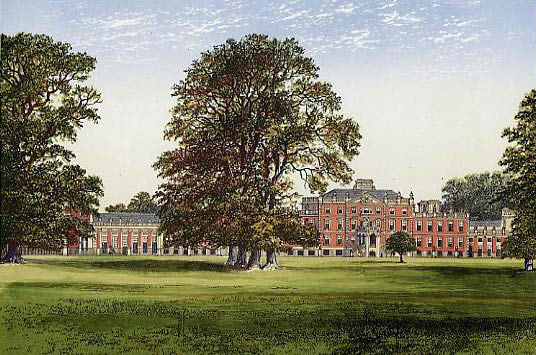
ウィムポール・ホール

- セント・ジャイルズ・イン・ザ・フィールズ教会、ロンドン、1731年から34年
- ディッチレー・ハウス、オックスフォードシャー、1724年以降、ウィリアム・ケントとの共同作業
- ウェントワース・ウッドハウス、W. Riding、ヨークシャー、1735年以降、西側正面を再設計し翼棟を追加した。
- ウィムボーン・ハウス、ウィムボーン・セント・ジャイルズ、ドーセット、1740年から44年、内装
- ストウ・ハウス、バッキンガムシャー、1742年頃、ステイト・ギャラリー
- ウィムポール・ホール、ケンブリッジシャー、1742年から45年
- ストーヘッド、ウィルトシャー、1744年から65年、ガーデン・テンプル
- ウォバーン・アビー、ベッドフォードシャー、1748年から61年
- ミルトン・ハウス、ノーザンプトンシャー、1750年から51年